# Barrosas (Cedeira)
Barrosas ("As Barrosas" en gallego) es una localidad situada en la parroquia de Régoa, del municipio de Cedeira, en la provincia de La Coruña, España.

## Demografía
| Gráfica de evolución demográfica de Barrosas entre 2000 y 2018 |
|                                                                |
| Población de derecho según el padrón municipal del INE         |